# Janka Everts
Janka Everts is een Nederlands langebaanschaatsster. 
Zij startte meerdere keren op het NK Afstanden.

## Records

### Persoonlijke records[2]
| Afstand    | Tijd    | Datum            | Baan       |
| ---------- | ------- | ---------------- | ---------- |
| 500 meter  | 43,04   | 25 januari 1999  | Heerenveen |
| 1000 meter | 1.26,77 | 23 januari 1999  | Assen      |
| 1500 meter | 2.10,32 | 6 maart 1999     | Heerenveen |
| 3000 meter | 4.31,73 | 19 december 1997 | Heerenveen |
| 5000 meter | 8.04,27 | 20 maart 1998    | Heerenveen |